# Holothuria (Roweothuria)
Sous-genre
Holothuria (Roweothuria) est un sous-genre de concombres de mer de la famille des Holothuriidae, constitué de trois espèces du bassin Atlantique et méditerranéen. 

## Liste des espèces
Historiquement, ce groupe fut proposé par Ahmed Suleman Thandar (d) en tant que genre à part entière, mais les données scientifiques récentes l'ont placé au rang de sous-genre du vaste genre Holothuria. 
Selon World Register of Marine Species (3 décembre 2016) :
- Holothuria arguinensis Koehler & Vaney, 1906
- Holothuria poli Delle Chiaje, 1823
- Holothuria vemae Thandar, 1988

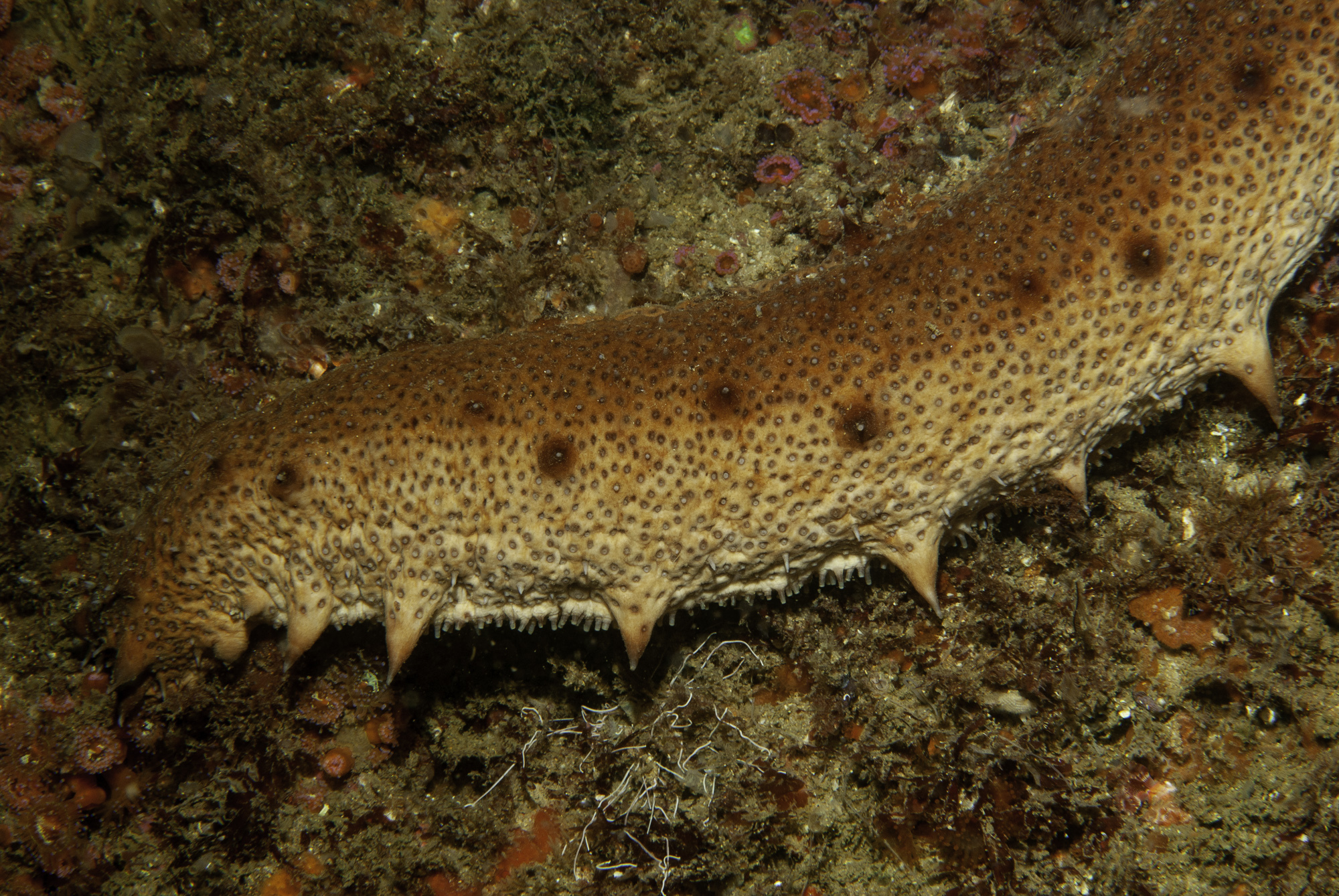
Holothuria arguinensis.
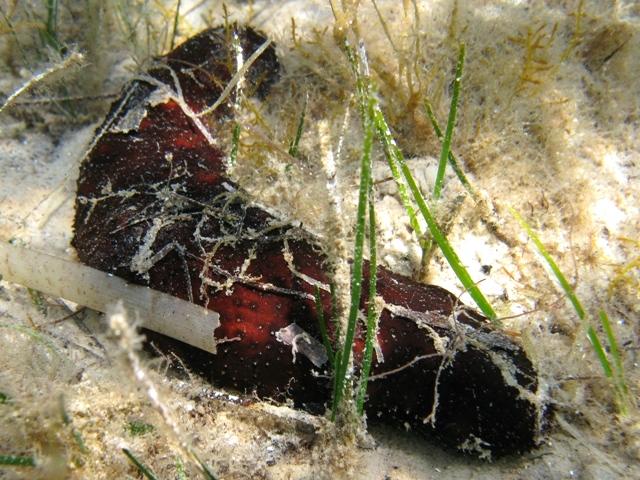
Holothuria poli.
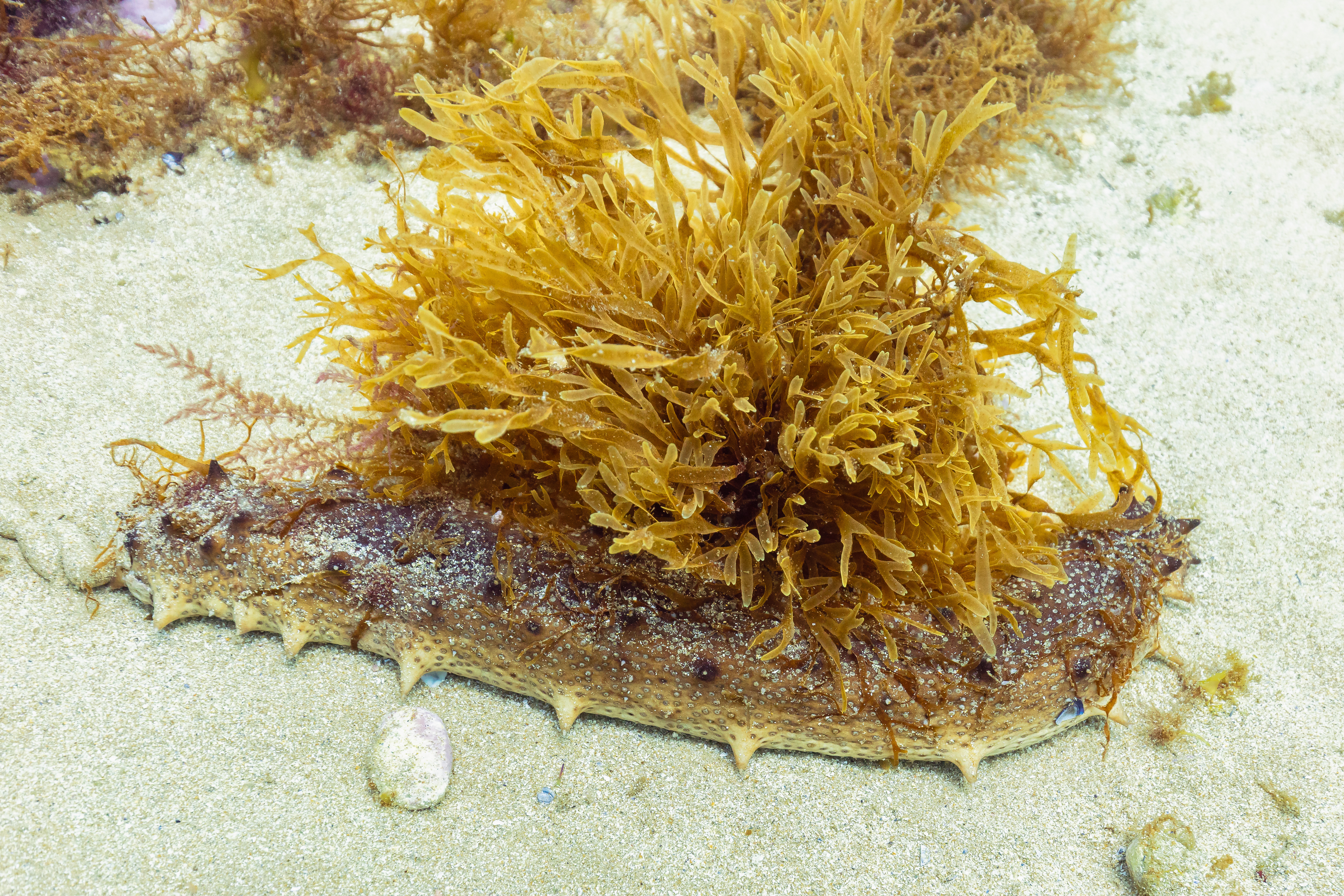
Autre holothuria arguinensis, dans le parc naturel de l'Arrábida, Portugal. Juillet 2020.